# San Francisco del Norte
San Francisco del Norte è un comune del Nicaragua facente parte del dipartimento di Chinandega.